# Responsible Research Hospital
Responsible Research Hospital (prima Gemelli Molise ed ancora prima Fondazione di Ricerca e Cura Giovanni Paolo II, denominazione cambiata nel 2019) è  un istituto ospedaliero specializzato nei campi dell'oncologia, delle malattie cardiovascolari e della medicina specialistica situato a Campobasso.

## Storia
(Giovanni Paolo II)
Il 19 marzo 1995 viene posta la prima pietra del centro da papa Giovanni Paolo II e il 16 settembre 2002 il centro situato a Campobasso è stato inaugurato ufficialmente alla presenza di cariche religiose e politiche. Nel 2010 la sede molisana conta più di 700 studenti iscritti ai corsi di laurea triennali per le professioni sanitarie che afferiscono alla facoltà di medicina e chirurgia della Cattolica di Roma.
19 luglio 2023 l'Ospedale assume l'attuale denominazione: Responsible Research Hospital.

## Organizzazione
L'area clinico assistenziale e di ricerca è organizzata in dipartimenti:
- dipartimento servizi e Laboratori
- dipartimento Scienze Cardiovascolari
- dipartimento Oncologico

### Specialità cliniche
- Anatomia patologica
- Anestesia, Terapia Intensiva e Medicina del dolore
- Cardiologia -  Emodinamica
- Elettrofisiologia ed Aritmologia
- Chirurgia cardiaca e dei grossi vasi
- Chirurgia generale e oncologica
- Chirurgia vascolare
- Endoscopia digestiva
- Fisica sanitaria
- Laboratorio analisi
- Oncologia generale
- Oncologia e Chirurgia ginecologica
- Onco-Ematologia
- Radiodiagnostica
- Radioterapia oncologica
- Riabilitazione post chirurgica
- Centro per l'Ossigeno-Ozono Terapia